# Економі (Індіана)
Економі (англ. Economy) — місто (англ. town) в США, в окрузі Вейн штату Індіана. Населення — 145 осіб (2020).

## Географія
Економі розташоване за координатами 39°58′39″ пн. ш. 85°5′12″ зх. д. / 39.97750° пн. ш. 85.08667° зх. д. (39.977538, -85.086726).  За даними Бюро перепису населення США в 2010 році місто мало площу 0,25 км², уся площа — суходіл. В 2017 році площа становила 0,23 км², уся площа — суходіл.

## Демографія
Згідно з переписом 2010 року, у місті мешкало 187 осіб у 73 домогосподарствах у складі 47 родин. Густота населення становила 735 осіб/км².  Було 89 помешкань (350/км²).
Расовий склад населення:
| - 98,4 % — білих |

До двох чи більше рас належало 1,6 %. Частка іспаномовних становила 2,1 % від усіх жителів.
За віковим діапазоном населення розподілялося таким чином: 25,1 % — особи молодші 18 років, 62,1 % — особи у віці 18—64 років, 12,8 % — особи у віці 65 років та старші. Медіана віку мешканця становила 38,6 року. На 100 осіб жіночої статі у місті припадало 92,8 чоловіків;  на 100 жінок у віці від 18 років та старших — 81,8 чоловіків також старших 18 років.
Середній дохід на одне домашнє господарство  становив 45 811 долар США (медіана — 34 219), а середній дохід на одну сім'ю — 59 176 доларів (медіана — 50 250). За межею бідності перебувало 20,2 % осіб, у тому числі 37,9 % дітей у віці до 18 років та 11,4 % осіб у віці 65 років та старших.
Цивільне працевлаштоване населення становило 81 осіб. Основні галузі зайнятості: освіта, охорона здоров'я та соціальна допомога — 35,8 %, виробництво — 13,6 %, транспорт — 12,3 %.